# Henry D. Gilpin
Pour les articles homonymes, voir Gilpin.
Henry Dilworth Gilpin, né le 14 avril 1801 et mort le 29 janvier 1860, est un juriste ayant été procureur général des États-Unis dans l'administration Van Buren entre 1840 et 1841. Gilpin a également été directeur de la Pennsylvania Academy of the Fine Arts de 1853 à 1858.

## Biographie
Henry D. Gilpin est né le 14 avril 1801 à Lancaster en Angleterre. Il a suivi son cursus scolaire près de Londres de 1811 à 1816, avant de partir aux États-Unis et fréquenter l'université de Pennsylvanie dont il sort diplômé en 1819. Gilpin s'initie au droit sous le patronage de Joseph Reed Ingersoll et est admis au barreau en 1822.
En 1831, il devient procureur fédéral du district Est de Pennsylvanie puis, en 1837, solliciteur du Trésor des États-Unis. C'est trois ans plus tard que Gilpin est nommé procureur général des États-Unis par Martin Van Buren, une poste qu'il quitte en 1841. Il meurt le 29 janvier 1860 à Philadelphie.